# 费尔南多·古斯曼·索洛萨诺
费尔南多·古斯曼·索洛萨诺（西班牙語：Fernando Guzmán Solórzano；1812年5月30日—1891年10月19日），保守党，尼加拉瓜的政治家，担任尼加拉瓜总统。